# غلاديس بوكانان أونغر
غلاديس بوكانان أونغر (بالإنجليزية: Gladys Buchanan Unger)‏ هي كاتبة سيناريو أمريكية، ولدت في 16 سبتمبر 1885 في سان فرانسيسكو في الولايات المتحدة، وتوفيت في 25 مايو 1940 في نيويورك في الولايات المتحدة.

## وصلات خارجية
- غلاديس بوكانان أونغر على موقع IMDb (الإنجليزية)
- غلاديس بوكانان أونغر على موقع ألو سيني (الفرنسية)
- غلاديس بوكانان أونغر على موقع أول موفي (الإنجليزية)
- غلاديس بوكانان أونغر على موقع قاعدة بيانات برودواي على الإنترنت (الإنجليزية)
- غلاديس بوكانان أونغر على موقع قاعدة بيانات برودواي على الإنترنت (الإنجليزية)
- غلاديس بوكانان أونغر على موقع قاعدة بيانات الأفلام السويدية (السويدية)
- غلاديس بوكانان أونغر على موقع قاعدة بيانات الفيلم (الإنجليزية)
- غلاديس بوكانان أونغر على موقع كينوبويسك (الروسية)